# Acroricnus peronatus
Acroricnus peronatus är en stekelart som först beskrevs av Cameron 1902.  Acroricnus peronatus ingår i släktet Acroricnus och familjen brokparasitsteklar. Inga underarter finns listade i Catalogue of Life.